# 키르슈바서

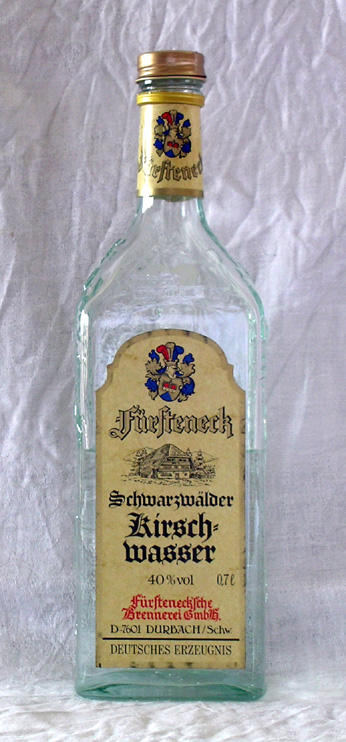
키르시바서

키르슈바서(Kirschwasser) 또는 키르슈(Kirsch)는 체리나 버찌를 발효시킨 것을 증류한, 숙성시키지 않은 무색의 향기가 잔잔한 브랜디이다. 슈바르츠발트 지역에서 처음 제조되었으메, 독일, 스위스, 알사스, 프랑스 등지에서 양조된다.

## 같이 보기
- 증류주